# Wanda Vázquez Garced

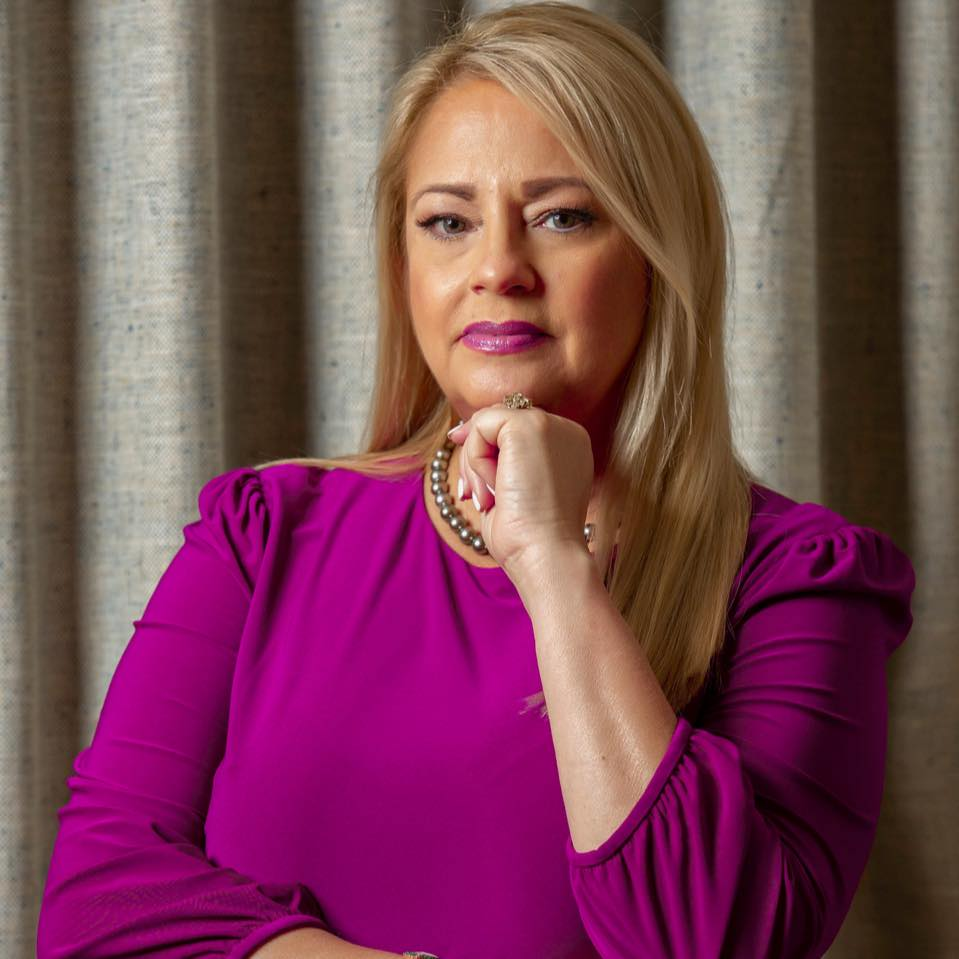
Wanda Vázquez Garced, 2022

Wanda Vázquez Garced (* 9. Juli 1960 in San Juan) ist eine puerto-ricanische Juristin und Politikerin. Von 7. August 2019 bis 2. Januar 2021 war sie Gouverneurin von Puerto Rico.

## Leben
Wanda Vázquez Garced wuchs in Guaynabo auf. Sie studierte Rechtswissenschaft an der Privatuniversität Universidad Interamericana de Puerto Rico.
In den 1980er Jahren arbeitete sie in der Abteilung für Wohnungswesen der puerto-ricanischen Regierung. Ab 1989 arbeitete sie für etwa 20 Jahre als District Attorney im Justizministerium. Sie war dabei in Abteilungen gegen häusliche und sexuelle Gewalt tätig sowie in der Staatsanwaltschaft von Bayamón. Im Dezember 2010 wurde Vázquez zur Chefin der Frauenanwaltschaft (Procuradora de las Mujeres) ernannt. Im Januar 2017 wurde sie unter Gouverneur Ricardo Rosselló zur Justizministerin von Puerto Rico ernannt.
Vázquez ist wie Rosselló Parteimitglied der Partido Nuevo Progresista. Im Juli 2019 kam es im Zuge der Telegramgate-Affäre zu tagelangen Massenprotesten gegen Rosselló, der schließlich ankündigte, am 2. August 2019 zurückzutreten. Da auch der puerto-ricanische Secretary of State Luis Rivera Marín zurückgetreten war, sollte Vázquez das Amt des Gouverneurs übernehmen. Sie hätte das Amt dann bis zu den Wahlen 2020 inne. Viele Demonstranten kritisierten dies, sie warfen der Justizministerin vor, dass sie Parteikollegen vor juristischer Verfolgung geschützt haben soll, und dass sie Teil des korrupten Systems sei. Vázquez gab am 28. Juli 2019 bekannt, das Amt des Gouverneurs nicht übernehmen zu wollen. Nachdem sich in der Folge gegen den stattdessen vorgeschlagenen Pedro Pierluisi Widerstände abzeichneten erklärte sie sich bereit, notfalls doch einzuspringen. Schließlich wurde am 2. August 2019 Pierluisi als Gouverneur vereidigt. Nachdem aber der puerto-ricanische Oberste Gerichtshof die Vereidigung Pierluisis als verfassungswidrig beurteilt hatte, wurde Vázquez Garced am 7. August 2019 als neue Gouverneurin vereidigt.
Im Dezember 2019 kündigte Vázquez an, bei der Gouverneurswahl 2020 antreten zu wollen, jedoch wurde bei der Vorwahl im August 2020 ihr Parteikollege Pierluisi zum Kandidaten der Partido Nuevo Progresista gewählt. Pierluisi gewann die Gouverneurswahl und löste Vázquez am 2. Januar 2021 als Gouverneur von Puerto Rico ab.
2022 wurde sie vom FBI verhaftet. Ihr wurde vorgeworfen Schmiergelder zur Finanzierung von ihrem Wahlkampf für die Gouverneurswahlen 2020 angenommen zu haben.

## Belege
1. 1 2 3  Fuerte y sentimental la Procuradora de las Mujeres. In: primerahora.com. 5. November 2011, abgerufen am 10. August 2019 (spanisch).
2. 1 2 3  Wanda Vázquez Garced. In: El Nuevo Día. 1. Dezember 2016 (spanisch, Artikel online auf pressreader.com).
3. ↑  Jose A. Del Real, Frances Robles: Who Is Wanda Vázquez, Who Is in Line to Become Puerto Rico’s Next Governor? In: nytimes.com. 24. Juli 2019, abgerufen am 28. Juli 2019 (englisch).
4. ↑  Andreas Evelt: Rücktritt von Puerto Ricos Gouverneur – Die neue Macht des Volkes. In spiegel.de. 26. Juli 2019, abgerufen am 28. Juli 2019.
5. ↑  Gina Martinez: Puerto Rico's Governor Is Resigning. But His Successor Worries Protestors Too. In: time.com. 25. Juli 2019, abgerufen am 28. Juli 2019 (englisch).
6. ↑  Nächste Gouverneurin Puerto Ricos hat «kein Interesse» an dem Posten. In: nzz.ch. 28. Juli 2019, abgerufen am 28. Juli 2019.
7. ↑  Puerto Rico governor's chosen successor may not be in place when Ricardo Rosselló resigns Friday. In: cbsnews.com. 1. August 2019, abgerufen am 1. August 2019 (englisch).
8. ↑  Neuer Gouverneur von Puerto Rico vereidigt. In: tagesschau.de. 3. August 2019, abgerufen am 3. August 2019.
9. ↑  EN VIVO: Wanda Vázquez juramenta como gobernadora de Puerto Rico. In: elvocero.com. 7. August 2019, abgerufen am 7. August 2019 (spanisch).
10. ↑  Puerto Rico: Machtwechsel nach fünf Tagen – Wanda Vázquez ist Gouverneurin. In: Der Spiegel. 8. August 2019, ISSN 2195-1349 (spiegel.de [abgerufen am 26. März 2025]).
11. ↑  Sandra Lilley: Puerto Rico Gov. Wanda Vázquez announces she's running in 2020. In: nbcnews.com. 16. Dezember 2019, abgerufen am 20. Januar 2020 (englisch).
12. ↑  Adrian Florido: Puerto Rico Gov. Wanda Vázquez loses primary of pro-statehood party. In: nbcnews.com. 17. August 2020, abgerufen am 20. August 2020 (englisch).
13. ↑  Office of Public Affairs | Former Governor of Puerto Rico Arrested in Bribery Scheme | United States Department of Justice. 4. August 2022, abgerufen am 16. Juni 2025 (englisch).

| Personendaten    | Personendaten                              |
| ---------------- | ------------------------------------------ |
| NAME             | Vázquez Garced, Wanda                      |
| KURZBESCHREIBUNG | puerto-ricanische Juristin und Politikerin |
| GEBURTSDATUM     | 9. Juli 1960                               |
| GEBURTSORT       | San Juan                                   |